# 桐垣展望台
桐垣展望台（きりがきてんぼうだい）は、三重県志摩市の英虞湾に面した展望台。観光案内では夕日の名所とされる。

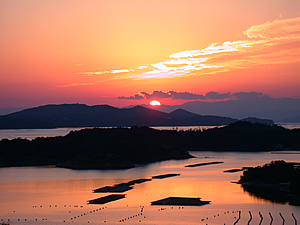
展望台からの夕日

## 交通手段
最寄りの三重交通大王支所前バス停留所から徒歩約4.8km。夏期にともやま公園まで運行される臨時バスは日没1時間ほど前に最終となる。
座標: 北緯34度17分14.6秒 東経136度50分15.1秒 / 北緯34.287389度 東経136.837528度